# فيلق بانزر الرابع عشر
فيلق بانزر الرابع عشر (أيضا: فيلق الجيش الرابع عشر أو فيلق الجيش الرابع عشر ) كان تشكيل فيلق من الجيش الألماني الذي قاتل على كل من الجبهة الشرقية وفي الحملة الإيطالية.

## التاريخ
تم تشكيل فيلق بانزر الرابع عشر في الأصل ليكون الفيلق الالي الرابع عشر في ماغديبورغ في 1 أبريل 1938 لتولي قيادة الوحدات في العمليات التي تطلب وحدات منقولة، حيث تم وضعها تحت قيادة Gustav von Wietersheim.  شارك الفيلق في غزو بولندا في عام 1939 حيث قاتل في معركة كوك. في وقت لاحق شهد الفيلق نشاطًا في معركة فرنسا في عام 1940، كجزء من المجموعة المدرعة كلايس، حيث خدمت الفرقة الميكانيكية الثانية والفرقة الميكانيكية الثالثة عشرة والفرقة الميكانيكية التاسعة والعشرون التابعة لها.  أعيدت تسميته ـفيلق بانزر الرابع عشر في 21 يونيو 1941.
في يونيو 1941، شارك في عملية باربروسا، حيث عمل كجزء من مجموعة الجيش الأول بانزر، مع مجموعة الجيوش الجنوبية في القطاع الجنوبي من الجبهة الشرقية، حيث تقدمت عبر لفيف وترنوبل وجيتومير إلى كريمنشوك وفي قطاع نهر ميوس. وقد شاركت في العملية الزرقاء حيث تولت قيادة فرقة المشاة الآلية 60، فرقة بانزر السادسة عشر، فرقة المشاة الآلية الثالثة. كانت عناصر الفيلق أول وحدات ألمانية تصل إلى ستالينجراد. أحيط بجيب ستالينجراد في نوفمبر 1942 ودُمر لاحقًا في يناير 1943.
أعيد تشكيله وتمت إعادة تنظيمه في دنيبروبيتروفسك وزابوروجي في عام 1943، تم نقله إلى الغرب وتوجيه جميع القوات الألمانية في معركة صقلية تحت قيادة هانز هوب حيث تولى قيادة فرقة فولزشيرمينجيرجر الأولى، وفرقة بانزر غرينادير الخامس عشر، وفرقة فالشيرم بانزر 1 هيرمان جورينج وعناصر من ال فرقة بانزر 29 غرينادير.  قاده لفترة وجيزة هيرمان بالك في سبتمبر وأكتوبر 1943، قبل أن يصاب بجروح خطيرة في تحطم طائرة. 
شارك الفيلق أيضًا في معركة مونتي كاسينو تحت قيادة الجنرال فون سينجر أوند إيترلين وأدرج ضمن تشكيلاتها،  فرقة فالشيرمجاجر الأولى، وشعبة بانزر غرينادير الخامسة عشرة، وشعبة بانزر غرينادير التاسعة والعشرون، التي قاتلت سابقًا في ظل انها في صقلية. ظلت على الجبهة الإيطالية حتى استسلامها في نهاية الحرب. 